# Pasuquin
Pasuquin è una municipalità di quarta classe delle Filippine, situata nella Provincia di Ilocos Norte, nella Regione di Ilocos.
Pasuquin è formata da 33 baranggay:
- Batuli
- Binsang
- Caruan
- Carusikis
- Carusipan
- Dadaeman
- Darupidip
- Davila
- Dilanis
- Dilavo
- Estancia
- Naglicuan
- Nagsanga
- Nalvo (Cababaan-Nalvo)
- Ngabangab
- Pangil
- Poblacion 1

- Poblacion 2
- Poblacion 3
- Poblacion 4
- Pragata (Pragata-Bungro)
- Puyupuyan
- Salpad
- San Juan
- Santa Catalina
- Santa Matilde
- Sapat
- Sulbec
- Sulongan
- Surong
- Susugaen
- Tabungao
- Tadao